# Takuya Tasso
Pour les articles homonymes, voir Tasso (homonymie).
Takuya Tasso (達増 拓也, Tasso Takuya), né le 10 juin 1964 à Morioka, est un homme politique japonais.

## Biographie
Il étudie à l'université de Tokyo puis à celle de Johns-Hopkins.
Il intègre le ministère des Affaires étrangères en 1988. En 1996, il est élu à la Chambre des représentants pour le 1er district de la préfecture d'Iwate (les deux tiers sud de la capitale préfectorale Morioka, et le district rural de Shiwa) sous l'étiquette du Shinshintō. Proche du président de ce dernier mouvement et véritable figure dominante dans la politique d'Iwate, Ichirō Ozawa, il suit ce dernier par la suite au sein du Parti libéral à partir de 1998 puis au Parti démocrate du Japon (PDJ). Il est réélu député dans sa circonscription en 2000, 2003 et 2005. En 2007, il est élu gouverneur d'Iwate, et doit à ce titre gérer les conséquences du Séisme de 2011 de la côte Pacifique du Tōhoku dans sa préfecture.